# سیم باز

خط تیر سیم باز خیابان آمستردام در شهر نیویورک.

سیمِ باز (به انگلیسی: Open wire) یک فناوری انتقال اولیه در مخابرات بود که برای اولین بار در تلگراف استفاده شد. این شامل یک جفت سیم برق بود که روی یک خط تیر بین جوامع، شهرها و شهرها قرار داشتند.

عایق‌گر شیشه‌ای نوع‌پین AT&T برای خط انتقال مسافت‌های طولانی

سیم خط انتقال با عایق‌گرهای شیشه‌ای به بازوهای تقاطع هر تیر متصل شده. در ابتدا از آهن یا فولاد ساخته می‌شد، اما پیشرفت در بازپخت مس، استفاده از این فلز را در دهه ۱۸۹۰ برای کاهش قابل ملاحظه مقاومت الکتریکی ممکن کرد. سیم مسی به قطری تا ۱/۶ اینچ (۱۶۵ میل) کشیده شد.
عایق‌گرهای شیشه‌ای روی بازوهای تقاطع تیر در حدود ۱۲ اینچ (۳۰ سانتی‌متر) از هم فاصله داشتند. معمولاً تا پنج جفت سیم روی هر بازو نصب می‌شد و می‌توان چند بازو تقاطع را روی هر تیر نصب کرد.
محدودیت عملی در فاصله ارتباط تلفنی از طریق انتقال سیم باز زمانی حاصل شد که شبکه راه دور سیستم بل از شهر نیویورک تا دنور در سال ۱۹۱۱ گسترش یافت. با وجود سیم با سنجه ‌سنگین، و استفاده از سیم‌پیچ‌های بارگذاری برای کاهش تلفات انتقال، تا زمانی که اولین تقویت‌کننده‌های آدیون اضافه شدند، صحبت کردن از طریق خط به سختی امکان‌پذیر بود.